# 阿菊 (真田信繁長女)
阿菊（おきく，生年不詳—1642年12月19日）是安土桃山時代至江戶時代初期的女性。她是真田信繁的長女，其母為真田家家臣堀田興重的妹妹。名字也可被稱為「すへ」。

## 略歷
阿菊出生於信濃國上田（現今長野縣上田市）。她的父親信繁出身於信濃的國衆真田氏，後成為豐臣政權下的大名。在上田時期，信繁迎娶了兩位側室：一位是堀田作兵衛的妹妹，另一位是真田家家臣高梨內記的女兒。其中，堀田作兵衛的妹妹為信繁生下了長女阿菊及次女於市。
在關原之戰期間，信繁參與了第二次上田合戰，屬於西軍作戰。然而，隨著西軍在關原之戰中敗北，信繁隱居於高野山。而堀田作兵衛則留在上田，將阿菊收為養女。在大坂之陣之前，阿菊嫁給了信濃國長窪宿（現今長野縣小縣郡長和町）本陣的石合十藏（重定或道定）。另一方面，信繁的次女於市則隨父親前往九度山，並在當地去世。
在慶長20年（1615年）的大坂之陣中，阿菊的父親信繁和養父堀田作兵衛雙雙戰死。到了寬永16年（1639年），阿菊與石合家寄養的堀田作兵衛嫡子又兵衛的存在被揭發，導致石合家受到調查，但最終免於處罰。
寬永19年（1642年）10月28日去世，墓地位於長和町古町的西蓮寺。其法名為「松屋壽貞大姉」。